# Metropolitana di Shanghai
La metropolitana di Shanghai (上海地铁S, Shànghǎi DìtiěP) è la rete metropolitana a servizio della città cinese di Shanghai.
Complessivamente nel 2025 si compone di 20 linee e 510 stazioni, con una lunghezza del percorso operativo di 837 chilometri, il che la rendeva al tempo la prima più estesa del mondo. Inoltre, secondo i dati del 2024, era la prima per numero di utenza annuale, con 3,7 miliardi di passeggeri ed una media di 10,33 milioni di passeggeri giornalieri. L'8 marzo 2024 è stata raggiunta la cifra record di 13,39 milioni di passeggeri giornalieri. Dopo la pandemia, il numero di passeggeri rimane mediamente sopra i 10 milioni nei giorni feriali, rappresentando il 73% degli spostamenti sui mezzi pubblici nella città.

## Storia
Inaugurata nel 1993 con l'inizio della sua costruzione già nel 1986, la metropolitana di Shanghai è il terzo sistema di trasporto rapido più antico della Cina continentale, dopo la metropolitana di Pechino e la metropolitana di Tientsin. Sebbene la costruzione effettiva e l'inaugurazione della metropolitana di Shanghai sia avvenuta successivamente rispetto a quelle di Pechino e Tientsin, la loro pianificazione iniziale risalirebbe allo stesso periodo per tutti e tre i sistemi, durante la fine degli anni '50 e l'inizio degli anni '60, prima dell'impatto della rivoluzione culturale.
Il sistema ha visto la sua espansione più rapida durante gli anni che hanno preceduto l'Expo di Shangai del 2010, ovvero tra il 2003 e il 2010. Tra il 2007 e il 2010, era consuetudine l'apertura di nuove linee e estensioni su base annuale. Il sistema è ancora in espansione, con le più recenti estensioni aperte nel novembre 2024, e diverse nuove linee e prolungamenti in fase di costruzione.

### Cronologia
- 28 maggio 1993 - Entra in funzione la sezione meridionale della linea 1 (Jinjiang Park - Xujiahui)  (4,4 km).
- 10 aprile 1995 - Entra in funzione la linea 1 (Jinjiang Park - Shanghai Railway Station, inclusa la sezione iniziale, che ha aperto nel 1993) (16,1 km).
- 28 dicembre 1996: Entra in funzione l'estensione meridionale della Linea 1 (Xinzhuang - Jinjiang Park) (4,5 km).
- 20 settembre 1999 - Entra in funzione la linea 2 (Zhongshan Park - Longyang Road) (16,3 km).
- 26 dicembre 2000 - La Linea 2  viene estesa (Longyang Road - Zhangjiang Hi-tech Park) (2,8 km) e diventa operativa la linea 3 (Stazione ferroviaria di Shanghai Sud - Città di Jiangwan) (24,6 km).
- 25 novembre 2003 - Inaugurata la linea 5 (Xinzhuang - Minhang Development Zone).
- 28 dicembre 2004: Entra in funzione l'estensione nord della linea 1 (stazione ferroviaria di Shanghai - Gongfu Xincun) (12,4 km).
- 31 dicembre 2005 - La linea 4 entra in funzione, ad eccezione del tratto tra Lancun Road e Damuqiao Roadche che è stato ritardato da un incidente di costruzione.
- 18 dicembre 2006 - L'estensione settentrionale della Linea 3 (Jiangwan Town - North Jiangyang Road) entra in funzione (15,7 km).
- 30 dicembre 2006 - L'estensione occidentale alla Linea 2 (Songhong Road - Zhongshan Park) entra in funzione (6,15 km).
- 29 dicembre 2007 - Cinque linee o sezioni entrano in funzione nello stesso giorno: 
  - Seconda estensione settentrionale alla Linea 1 (Gongfu Xincun - Fujin Road) (3,4 km)
  - Sezione ritardata della linea 4 (Lancun Road - Damuqiao Road), completando il ciclo.
  - Linea 6 (Gangcheng Road - South Lingyan Road) (31,1 km)
  - Linea 8 (Shiguang Road - Yaohua Road)
  - Linea 9 (Songjiang New Town - Guilin Road)
- 28 dicembre 2008 - La linea 9 viene estesa da Guilin Road a Yishan Road, in collegamento con il resto della rete metropolitana.
- 5 luglio 2009: l'estensione meridionale della Linea 8 (Yaohua Road - Shendu Highway) entra in funzione (14,4 km).
- 5 dicembre 2009 - La linea 7 (Università di Shanghai - Huamu Road) entra in funzione (34,4 km).
- 31 dicembre 2009 - La sezione centrale della Linea 9 (Yishan Road - Century Avenue) e  apre la prima sezione della Linea 11 (Jiangsu Road - North Jiading)  .
- 24 febbraio 2010 - Breve tratto dell'estensione orientale della Linea 2 (Longyang Road - Guanglan Road) entra in funzione. La stazione del parco Hi-tech di Zhangjiang è ricostruita nel sottosuolo.
- 16 marzo 2010 - Entra in funzione la seconda estensione occidentale della Linea 2 (Xujing East - Songhong Road) che collega l'aeroporto di Hongqiao al sistema metropolitano.
- 29 marzo 2010 - La linea Branch della linea 11 (Jiading Xincheng - Anting) entra in funzione.
- 8 aprile 2010 - L'estensione orientale della Linea 2 (Guanglan Road - Pudong International Airport) entra in funzione, collegando i due aeroporti.
- 10 aprile 2010 - La linea 10 (Nuova città di Jiangwan - Hangzhong Road) entra in funzione.  La metropolitana di Shanghai diventa il sistema di metropolitana più lungo del mondo dopo 15 anni di crescita vertiginosa.
- 20 aprile 2010 - La sezione Expo della Linea 13 (Madang Road - Shibo Avenue) entra in servizio temporaneo.
- 1 luglio 2010 - con l'apertura della stazione ferroviaria di Hongqiao, la sua stazione della metropolitana con lo stesso nome sulla Linea 2 entra in funzione.
- 2 novembre 2010 - Con la fine dell'Expo di Shanghai, la sezione Expo della linea 13 sospende il servizio, per essere riaperta al completamento del resto della linea.
- 30 novembre 2010 - Parte della linea 10 (Longxi Road - Hongqiao Railway Station) entra in funzione, collegando i due terminal dell'aeroporto di Hongqiao.
- 28 dicembre 2010 - L'estensione nord lungo 10 km della Linea 7 (Università di Shanghai - Lago Meilan) entra in funzione.
- 12 aprile 2011 - Apre la stazione del centro sportivo orientale
- 26 aprile 2011 - Si apre la stazione della linea 11 East Changji Road.
- 30 giugno 2011 - Le stazioni di Panguang Road e Liuhang sulla linea 7 sono aperte.
- 28 settembre 2012 - Apre la stazione China Art Museum sulla linea 8.
- 30 dicembre 2012 - Si apre l'estensione meridionale della Linea 9 (Songjiang South Railway Station - Songjiang Xincheng)  e si apre anche la prima fase della Linea 13 (Jinyun Road - Jinshajiang Road).
- 15 giugno 2013 - Apre la stazione di South Qilianshan Road sulla linea 13.
- 31 agosto 2013 - Entra in funzione la seconda fase della Linea 11 (Jiangsu Road - Luoshan Road).
- 16 ottobre 2013 - L'estensione di 6 km della linea 11 (Anting - Huaqiao) entra in funzione. La metropolitana di Shanghai è estesa alla provincia di Jiangsu.
- 29 dicembre 2013 - Entrano in funzione la sezione orientale della linea 12 (Tiantong Road - Jinhai Road) e la linea 16 (Luoshan Road - Dishui Lake).
- 10 maggio 2014 - Linea 12 Estensione alla stazione di Qufu Road.
- 22 luglio 2014 - Apre la stazione Qihua Road sulla linea 7.
- 1 novembre 2014 - La stazione di Daduhe Road sulla linea 13 si apre.
- 28 dicembre 2014 - Ampliamento della Linea 13 (Jinshajiang Road - Changshou Road) e Linea 16 (Luoshan Road - Longyang Road) aperto
- 19 dicembre 2015 - Apertura della linea 11 (Luoshan Road - Kangxin Highway), linea 12 (Qufu Road - Qixin Road), linea 13 (Changshou Road - Shibo Avenue) aperta.
- 26 aprile 2016 - La stazione Disney Resort sulla linea 11 si apre.
- 30 dicembre 2017 - La linea 17 si apre insieme all'estensione orientale della linea 9.
- 31 marzo 2018 - La Linea Pujiang (Shendu Highway - Huizhen Road) entra in funzione.
- 30 dicembre 2018 - Apertura diramazione (Dongchuan Road – Fengxian Xincheng) della linea 5 e (Shibo Avenue –  Zhangjiang Road) della linea 13.
- 26 dicembre 2020 - Apertura della tratta settentrionale della linea 18 ed estensione della linea 10 a nord-est.
- 23 gennaio 2021 - Apertura della linea 15.
- 30 dicembre 2021 - Apertura della linea 14 e della tratta restante della linea 18.
- 28 settembre 2024 - La stazione Kangheng Road sulla linea 11 si apre.
- 30 novembre 2024 - Ampliamento della Linea 17 (Oriental Land - Xicen)

### Incidenti

Evoluzione della rete metropolitana

- 22 dicembre 2009, 5:50 circa. Un guasto elettrico nel tunnel tra le stazioni di South Shaanxi Road e People's Square ha mandato in situazione di stallo due treni. Mentre erano in corso le riparazioni, si è verificata una collisione a bassa velocità tra due treni sulla Linea 1, intrappolando nel sottosuolo decine di passeggeri per oltre due ore e influenzando il traffico della mattinata. Nessun ferito, ma la parte anteriore del treno fu gravemente danneggiata. Il servizio riprese intorno alle 12:15.[10][11]
- 5 luglio 2010. Alla stazione di Zhongshan Park una donna è morta dopo aver provato a entrare in un treno affollato mentre le porte si stavano chiudendo. Rimasta intrappolata con il proprio polso, è stata trascinata nelle ringhiere quando il treno ha cominciato a muoversi.[12]
- 29 luglio 2011, 19:06. Durante un aggiornamento del sistema di segnalazione, un treno della Linea 10 diretto a Hangzhong Road, ha preso la direzione sbagliata, cambiando per Shanghai Hongqiao Railway. Nessun ferito.[13]
- 27 settembre 2011, 14:51. Due treni della Linea 10 si sono scontrati tra le stazioni di Yuyuan Garden e Laoximen, causando 284 feriti. Quaranta minuti prima dell'incidente uno dei due treni avrebbe rilevato un malfunzionamento nei dispositivi. Secondo le prime indagini, un calo di potenza sarebbe stata la causa di un guasto di segnalazione ma, secondo un comunicato della Shanghai Metro, ciò è stato causato dal personale che non ha seguito le procedure corrette. Dopo la temporanea chiusura di dodici stazioni della linea coinvolta, il servizio è ripreso verso le 8:00 del giorno successivo.[14]

## Linee
Nel 2025 la rete metropolitana si compone di 19 linee, altre quattro cinque linee sono in costruzione (linea 19, linea 20, linea 21, linea 22 e linea 23). Il sistema della metropolitana di Shanghai è uno dei sistemi di metropolitana in più rapida crescita al mondo. Ambiziosi piani di espansione prevedono 25 linee con oltre 1.000 km di lunghezza totale entro il 2030. Se il processo di espansione continuerà, nel 2027 ogni luogo nell'area centrale di Shanghai si troverà a massimo 600 metri da una stazione della metropolitana. La metropolitana di Shanghai è inoltre collegata al sistema della metropolitana di Suzhou.

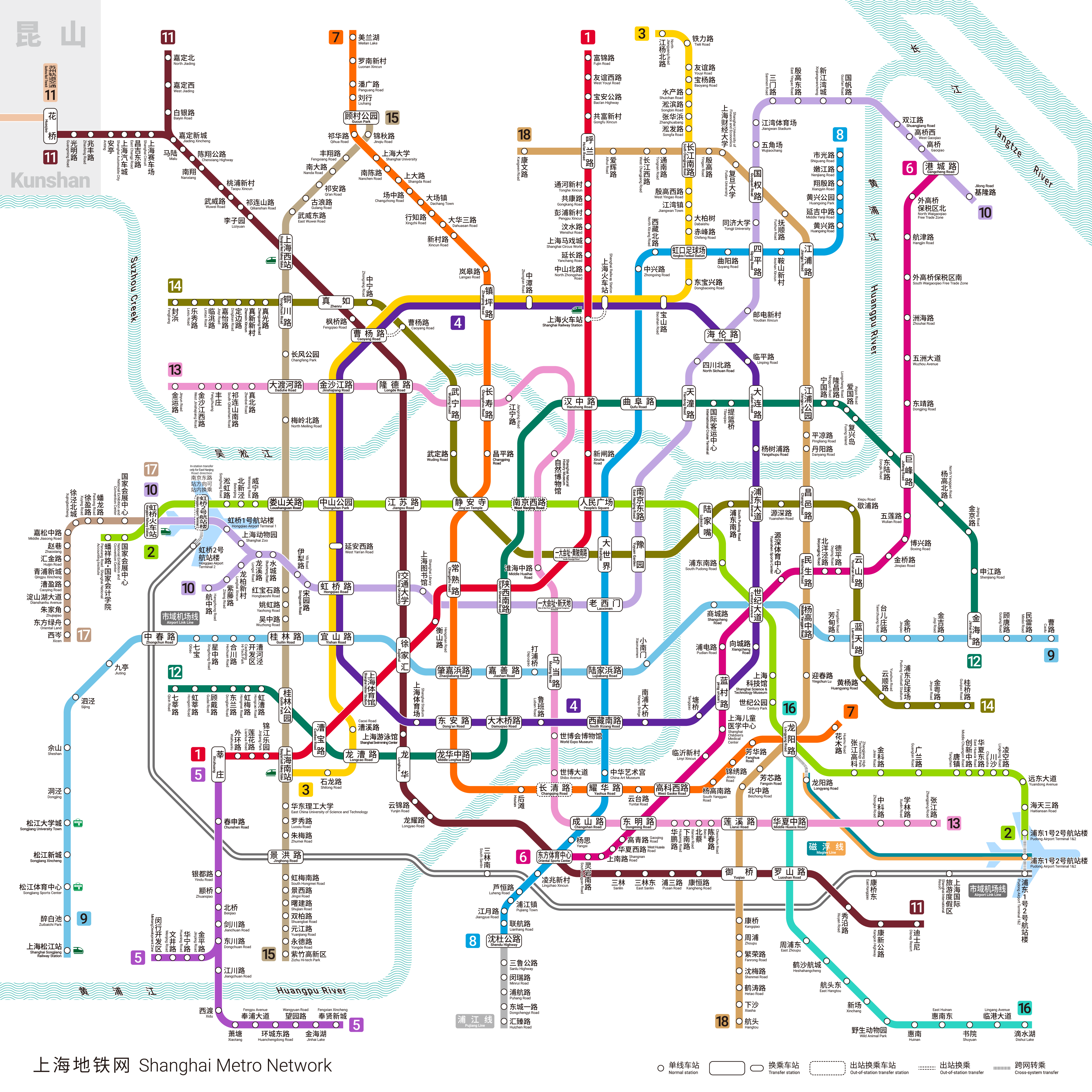
Metropolitana di Shanghai

| Linea               | Colore | Capilinea                                 | Capilinea                                    | Inaugurazione   | Ultima estensione | Lunghezza | Numero stazioni | Gestore                             |
| ------------------- | ------ | ----------------------------------------- | -------------------------------------------- | --------------- | ----------------- | --------- | --------------- | ----------------------------------- |
| 1                   |        | Fujin Road                                | Xinzhuang                                    | 1993            | 2007              | 38.18     | 28              | Shanghai Metro                      |
| 2                   |        | National Exhibition and Convention Center | Pudong Airport Terminal 1&2                  | 1999            | 2010              | 60.56     | 30              | Shanghai Metro                      |
| 3                   |        | North Jiangyang Road                      | Shanghai South Railway Station               | 2000            | 2006              | 40.34     | 29              | Shanghai Metro                      |
| 4 (Circolare)       |        | Yishan Road                               | Yishan Road                                  | 2005            | 2007              | 22.03     | 17              | Shanghai Metro                      |
| 5                   |        | Xinzhuang                                 | Fengxian Xincheng / Minhang Development Zone | 2003            | 2018              | 37.38     | 19              | Shanghai Metro                      |
| 6                   |        | Gangcheng Road                            | Oriental Sport Center                        | 2007            | 2011              | 33.09     | 28              | Shanghai Metro                      |
| 7                   |        | Meilan Lake                               | Huamu Road                                   | 2009            | 2010              | 44.37     | 33              | Shanghai Metro                      |
| 8                   |        | Shiguang Road                             | Shendu Highway                               | 2007            | 2009              | 37.5      | 30              | Shanghai Metro                      |
| 9                   |        | Shanghai Songjiang Railway Station        | Caolu                                        | 2010            | 2017              | 64.4      | 35              | Shanghai Metro                      |
| 10                  |        | Hongqiao Railway Station / Hangzhong Road | Jilong Road                                  | 2010            | 2020              | 46.02     | 37              | Shanghai Metro                      |
| 11                  |        | Disney Resort                             | North Jiading / Huaqiao                      | 2009            | 2016              | 82.39     | 38              | Shanghai Metro                      |
| 12                  |        | Qixin Road                                | Jinhai Road                                  | 2013            | 2015              | 40.42     | 32              | Shanghai Metro                      |
| 13                  |        | Jinyun Road                               | Zhangjiang Road                              | 2010            | 2018              | 38.83     | 31              | Shanghai Metro                      |
| 14                  |        | Fengbang                                  | Guiqiao Road                                 | 2021            |                   | 38.51     | 30              | Shanghai Metro                      |
| 15                  |        | Gucun Park                                | Zizhu Hi-tech Park                           | 2021            |                   | 42.3      | 30              | Shanghai Metro                      |
| 16                  |        | Longyang Road                             | Dishui Lake                                  | 2013            | 2014              | 58.96     | 13              | Shanghai Maglev Development Company |
| 17                  |        | Hongqiao Railway Station                  | Xicen                                        | 2017            |                   | 35.34     | 13              | Shanghai Metro                      |
| 18                  |        | South Changjiang Road                     | Hangtou                                      | 2020            | 2021              | 36.93     | 26              | Shanghai Metro                      |
| 19 (In costruzione) |        | Shanghai Baoshan Railway Station          | Hongjian Road                                | 2027 (previsto) |                   | 46.2      | 34              | Shanghai Metro                      |
| 20 (In costruzione) |        | Jiaotong Road                             | North Xinyuan Road                           | 2030 (previsto) |                   | 20.3      | 21              | Shanghai Metro                      |
| 21 (In costruzione) |        | Dongjing Road                             | Pudong Airport Terminal 3                    | 2027 (previsto) |                   | 27.96     | 23              | Shanghai Metro                      |
| 22 (In costruzione) |        | Jinji Road                                | Yu'an                                        | 2026 (previsto) |                   | 42.88     | 8               | Shanghai Metro                      |
| 23 (In costruzione) |        | Shanghai Stadium                          | Minhang Development Zone                     | 2027 (previsto) |                   | 28.63     | 22              | Shanghai Metro                      |
| Pujiang             |        | Shendu Highway                            | Huizhen Road                                 | 2018            |                   | 6.69      | 6               | Shanghai Shenkai                    |
| Maglev              |        | Longyang Road                             | Pudong International Airport                 | 2002            |                   | 29.86     | 2               | Shanghai Maglev Development Company |